# 海軍大学校卒業生一覧
海軍大学校卒業生一覧（かいぐんだいがっこうそつぎょうせいいちらん）は、日本海軍の海軍大学校卒業生の一覧である。

## 卒業生

### 甲号1期
明治21年11月15日入学、明治22年7月29日卒業、9名
- 加藤友三郎 大将
- 滝川具和 少将
- 松本和 中将
- 郡司成忠 大尉
- 井上敏夫 少将

### 甲号2期
明治22年7月29日入学、明治23年7月30日卒業、8名
- 成川揆 少将
- 中野信陽 大尉
- 西紳六郎 中将
- 寺垣猪三 中将

### 甲号3期
明治23年9月2日入学、明治24年7月28日卒業、2名
- 真崎宏治 中佐
- 池中小次郎 大佐

### 甲号4期
明治24年7月23日入学、明治25年8月5日卒業、12名
- 川島令次郎 中将
- 土屋保 中将
- 小橋篤蔵 大佐

### 甲号5期
明治25年12月21日入学、明治26年12月19日卒業、9名
- 和田賢助 中将
- 志摩清直 大尉
- 江頭安太郎 中将 恩賜銀時計
- 林三子雄 大佐
- 黒井悌次郎 大将

### 将校科1期
明治27年3月1日入学 - 6月6日、明治29年4月6日 - 明治30年12月15日卒業、5名
- 上泉徳弥 中将
- 伊藤乙次郎 中将 恩賜銀時計
- 松村龍雄 中将

### 将校科2期
明治29年4月6日入学 - 明治30年12月15日卒業、5名
- 山屋他人 大将 恩賜銀時計
- 藤田定市 大佐 恩賜銀時計

### 将校科3期
明治30年3月30日入学 - 明治31年5月2日卒業、8名
- 松井健吉 中佐 恩賜銀時計
- 竹下勇 大将
- 山中柴吉 中将
- 中野直枝 中将
- 鈴木貫太郎 大将
- 広渡顕一 少佐 恩賜銀時計

### 将校科甲種1期
明治31年4月29日入学 - 明治31年12月19日卒業、5名
- 松村龍雄 中将 首席
- 鈴木貫太郎 大将
- 中島市太郎 少将 次席
- 竹下勇 大将

### 将校科甲種2期
明治32年3月2日入学 – 明治33年6月19日、12月13日 - 明治34年5月24日卒業、7名
- 高木七太郎 少将 首席
- 中野直枝 中将
- 岡田啓介 大将
- 森越太郎 中将
- 小栗孝三郎 大将
- 堀内三郎 中将
- 吉岡範策 中将

### 将校科甲種3期
明治33年5月20日入学 – 6月19日、12月13日 - 明治35年7月8日卒業、8名
- 塚本善五郎 少佐 首席
- 田所広海 中将
- 谷口尚真 大将
- 百武三郎 大将
- 殖田謙吉 少佐

### 将校科甲種4期
明治35年7月17日入学 – 明治36年12月28日、明治38年12月20日 - 明治39年7月6日卒業、4名
- 吉田清風 中将
- 下村延太郎 中将
- 飯田久恒 中将
- 斎藤七五郎 中将 首席

### 甲種5期
明治39年1月25日入学 – 明治40年12月18日卒業、16名
- 野崎小十郎 少将
- 藤原英三郎 中将
- 内田虎三郎 中将
- 丸山寿美太郎 大佐
- 松村菊勇 中将
- 大角岑生 大将
- 飯田延太郎 中将
- 山本英輔 大将
- 山梨勝之進 大将
- 清河純一 中将 首席
- 牟田亀太郎 少将

### 甲種6期
明治40年4月5日入学 – 明治42年5月25日卒業、12名
- 吉川安平 中将
- 松下東治郎 中将
- 田尻唯二 中将
- 白根熊三 中将
- 鳥巣玉樹 中将
- 小松直幹 中将
- 小牧自然 少将
- 小林躋造 大将 首席

### 甲種7期
明治41年4月20日入学 – 明治42年11月30日卒業、13名
- 四竈孝輔 中将
- 犬塚太郎 中将
- 末次信正 大将 首席
- 小倉嘉明 中将
- 山本信次郎 少将

### 甲種8期
明治42年5月25日入学 – 明治43年11月29日卒業、12名
- 樺山可也 少将 首席
- 南郷次郎 少将
- 中村良三 大将
- 永野修身 元帥大将
- 森電三 少将
- 江渡恭助 大佐（戦死）
- 一条実孝 大佐
- 岸井孝一 少将

### 甲種9期
明治42年12月1日入学 – 明治44年5月22日卒業、13名
- 漢那憲和 少将
- 古川四郎 中将
- 安東昌喬 中将 首席
- 原敢二郎 中将
- 立野徳治郎 中将

### 甲種10期
明治43年12月1日入学 – 明治45年5月22日卒業、10名
- 兼坂隆 中将
- 左近司政三 中将
- 高橋寿太郎 少将
- 宇川済 中将
- 高橋三吉 大将
- 大湊直太郎 中将
- 藤田尚徳 大将
- 八角三郎 中将
- 下村忠助 中佐 首席

### 甲種11期
明治44年12月1日入学 – 大正2年5月22日卒業、12名
- 荒城二郎 中将
- 今村信次郎 中将 首席
- 百武源吾 大将
- 館明次郎 少将
- 横尾敬義 大佐

### 甲種12期
大正元年12月1日入学 – 大正3年5月27日卒業、16名
- 島祐吉 中将
- 米内光政 大将
- 森田登 少将 首席
- 濱野英次郎 中将
- 臼井国 中将
- 伊地知清弘 中将
- 寺島健 中将
- 加藤隆義 大将
- 長谷川清 大将 次席
- 松下元 中将
- 石丸藤太 少佐
- 角田順 少佐

### 甲種13期
大正2年12月1日入学 – 大正4年12月13日卒業、17名
- 溝部洋六 大佐 首席
- 松山茂 中将
- 中島権吉 少将 次席
- 河野董吾 中将
- 及川古志郎 大将
- 塩沢幸一 大将
- 井上継松 中将
- 吉田善吾 大将
- 嶋田繁太郎 大将

### 甲種14期
大正3年12月1日入学 – 大正5年11月28日卒業、20名
- 湯地秀生 中将
- 植村茂夫 中将
- 藤吉晙 中将
- 松下薫 中将
- 大関鷹麿 大佐 首席
- 山本五十六 元帥大将
- 和田信房 中将
- 鈴木義一 中将
- 河村儀一郎 中将
- 阿武清 中将 次席
- 有馬寛 中将
- 出光万兵衛 中将
- 秋山虎六 少将

### 甲種15期
大正4年12月13日入学 – 大正6年11月29日卒業、20名
- 小林省三郎 中将
- 水城圭次 大佐
- 山内豊中 少将
- 和波豊一 中将
- 野辺田重興 中将
- 浜田吉治郎 中将
- 豊田副武 大将 首席
- 中村亀三郎 中将
- 山下兼満 中将
- 寺本武治 少将
- 有地十五郎 中将
- 佐古良一 中佐 次席
- 古賀峯一 元帥大将
- 日比野正治 中将

### 甲種16期
大正5年12月1日入学 – 大正7年11月26日卒業、20名
- 佐藤三郎 中将 首席

- 堀悌吉 中将 次席
- 小林宗之助 中将
- 片桐英吉 中将
- 下村正助 中将
- 町田進一郎 少将
- 小槙和輔 少将
- 園田実 少将
- 洪泰夫 少将
- 前田政一 中将
- 井上肇治 中将
- 羽仁六郎 少将
- 松原雅太 少将
- 岡田偆一 少将
- 菊野茂 中将
- 山口長南 少将
- 名古屋十郎 少将
- 大野功 大佐
- 青木宗作 大佐
- 栗田了三 大佐

### 甲種17期
大正6年12月1日入学 – 大正8年12月1日卒業、24名
- 新山良幸 中将
- 豊田貞次郎 大将 首席
- 和田秀穂 中将
- 住山徳太郎 中将
- 近藤信竹 大将
- 原五郎 中将
- 高須四郎 大将
- 野田清 中将
- 降幡敏 中将
- 沢本頼雄 大将
- 三浦省三 大佐 次席
- 雪下勝美 少将
- 高橋伊望 中将
- 新見政一 中将
- 熊岡譲 中将

### 甲種18期
大正7年12月1日入学 – 大正9年11月26日卒業、29名
- 原敬太郎 中将
- 平田昇 中将
- 谷本馬太郎 中将
- 星埜守一 中将
- 野村直邦 大将 次席
- 島津忠重 少将
- 佐藤市郎 中将 首席
- 南雲忠一 大将
- 鈴木嘉助 少将
- 細萱戊子郎 中将
- 水戸春造 中将
- 塚原二四三 大将
- 清水光美 中将

### 甲種19期
大正8年12月1日入学 – 大正10年11月30日卒業、29名
- 松崎伊織 中将
- 佐藤脩 少将
- 杉山俊亮 中将
- 宮田義一 中将
- 近藤英次郎 中将
- 堀江六郎 中将
- 坂本伊久太 中将
- 山本弘毅 中将
- 戸苅隆始 中将 次席
- 岩村清一 中将 首席
- 草鹿任一 中将
- 藤森清一朗 少将
- 大熊政吉 中将
- 松永寿雄 少将
- 小沢治三郎 中将

### 甲種20期
大正9年12月1日入学 – 大正11年11月25日卒業、26名
- 小柳喜三郎 大佐 首席
- 広瀬正経 中将
- 小島謙太郎 少将
- 脇鼎 少将
- 岩下保太郎 少将 次席
- 小池四郎 中将
- 宍戸好信 中将
- 中山道源 少将
- 小松輝久 中将
- 鈴木新治 少将
- 浮田秀彦 中将
- 三並貞三 少将
- 桑折英三郎 中将
- 大川内傳七 中将
- 松木益吉 中将
- 鋤柄玉造 中将
- 清水長吉 中佐
- 中村一夫 少将
- 木幡行 少将
- 富田貴一 大佐
- 藍原有孝 大佐
- 牧田覚三郎 中将
- 戸塚道太郎 中将
- 河瀬四郎 中将
- 伍賀啓次郎 中将
- 福田良三 中将

### 甲種21期
大正10年12月1日入学 – 大正12年10月15日卒業、22名
- 大島四郎 少将
- 園田滋 中将
- 山田満 少将
- 鮫島具重 中将
- 佐倉武夫 少将
- 原清 中将
- 副島大助 中将
- 小林仁 中将
- 藤原利兵衛 大佐
- 大野一郎 中将
- 稲垣生起 中将
- 森口重市 大佐
- 奥信一 中将
- 別府明朋 少将
- 阿部嘉輔 中将
- 遠藤喜一 大将
- 伊藤整一 大将 次席
- 金沢正夫 中将
- 中島寅彦 中将
- 若林清作 中将
- 岡敬純 中将 首席
- 志摩清英 中将
- 大野一郎 中将

### 甲種22期
大正11年12月1日入学 – 大正13年11月26日卒業、21名
- 井上成美 大将
- 杉山六蔵 中将
- 三川軍一 中将
- 越智孝平 少将
- 増田実 大佐
- 井上保雄 中将
- 佐藤唯一 少将
- 山縣正郷 大将
- 堀内茂礼 中将
- 中村俊久 中将
- 三輪茂義 中将
- 加賀屋要吉 中佐
- 下村勝美 中将
- 佐藤波蔵 少将
- 岡新 中将 首席
- 阿部勝雄 中将 次席
- 宇垣纏 中将
- 妹尾知之 中将
- 藤田利三郎 中将
- 代谷清志 中将
- 少路虎三郎 少佐

### 甲種23期
大正12年12月入学 – 大正14年11月25日卒業、22名
- 松永次郎 中将
- 田結穣 中将 首席
- 高木武雄 大将
- 阿部弘毅 中将
- 角田覚治 中将
- 宇垣完爾 中将
- 佐藤源蔵 中将
- 鈴木義尾 中将
- 今村脩 中将
- 岸福治 中将
- 柴田弥一郎 中将
- 保科善四郎 中将 次席
- 山崎重暉 中将
- 澤田虎夫 中将
- 近藤泰一郎 中将
- 柿本権一郎 少将
- 奥田喜久司 少将
- 森徳治 少将
- 関田繁里 大佐

### 甲種24期
大正13年12月1日入学 – 大正15年11月25日卒業、20名
- 原忠一 中将
- 山口多聞 中将 次席
- 福留繁 中将 首席
- 五十嵐恵 中佐
- 山下知彦 大佐
- 山口儀三郎 中将
- 寺岡謹平 中将
- 中原義正 中将
- 伊藤賢三 中将
- 草鹿龍之介 中将
- 西尾秀彦 中将
- 原鼎三 中将
- 緒方真記 中将
- 橋本信太郎 中将
- 小林謙五 中将
- 河野千万城 中将
- 金子繁治 中将
- 小柳冨次 中将

### 甲種25期
大正14年12月1日入学 – 昭和2年11月25日卒業、20名
- 徳永栄 中将
- 白石万隆 中将
- 大杉守一 中将
- 木暮軍治 中将
- 高柳儀八 中将
- 三戸寿 中将
- 鍋島俊策 少将
- 加来止男 少将
- 石川信吾 少将
- 有馬馨 中将
- 矢野志加三 中将 次席
- 橋本象造 少将
- 伊藤安之進 中将
- 高木惣吉 少将 首席
- 柳本柳作 少将
- 高田俐 中将

### 甲種26期
大正15年12月1日入学 – 昭和3年12月6日卒業、22名
- 大西新蔵 中将
- 山田定義 中将
- 市岡寿 中将
- 草刈英治 少佐
- 矢野英雄 中将
- 横井忠雄 少将 首席
- 中澤佑 中将
- 上阪香苗 少将
- 有馬正文 中将
- 西田正雄 大佐 次席
- 松田千秋 少将
- 黒島亀人 少将
- 早川幹夫 中将
- 大野竹二 少将
- 松本毅 少将
- 石井敬之 少将

### 甲種27期
昭和2年12月1日入学 – 昭和4年11月27日卒業、20名
- 三好輝彦 少将
- 鹿目善輔 少将
- 野元為輝 少将
- 古村啓蔵 少将
- 鳥居卓哉 少佐 次席
- 富岡定俊 少将 首席
- 栗原悦蔵 少将
- 田中菊松 少将

### 甲種28期
昭和3年12月10日入学 – 昭和5年11月28日卒業、20名
- 島本久五郎 少将
- 小島秀雄 少将
- 朝倉豊次 少将
- 岡田為次 少将
- 澄川道男 少将
- 高田利種 少将 次席
- 横井俊之 少将
- 杉浦嘉十 中将
- 横山一郎 少将 首席
- 黛治夫 大佐
- 直井俊夫 大佐

### 甲種29期
昭和4年11月30日入学 – 昭和6年11月27日卒業、20名
- 中瀬泝 少将
- 森下信衛 少将
- 柳澤蔵之助 少将 首席
- 山本善雄 少将 次席
- 人見錚一郎 少将
- 川井巌 少将

### 甲種30期
昭和5年12月1日入学 – 昭和7年11月26日卒業、21名
- 山本親雄 少将 首席
- 加世田哲彦 中佐
- 城英一郎 少将
- 宮崎俊男 大佐
- 大石保 少将
- 久邇宮朝融王 中将
- 藤井茂 大佐 次席
- 長澤浩 大佐

### 甲種31期
昭和6年12月1日入学 – 昭和8年5月20日卒業、24名
- 神重徳 少将 首席
- 三和義勇 少将 次席
- 細谷資芳 少将
- 渡名喜守定 大佐

### 甲種32期
昭和7年12月1日入学 – 昭和9年7月19日卒業、21名
- 鹿岡円平 少将 首席
- 大前敏一 大佐 次席
- 扇一登 大佐
- 佐薙毅 大佐
- 柴勝男 大佐
- 吉田英三 大佐
- 山本祐二 少将

### 甲種33期
昭和8年12月1日入学 – 昭和10年11月卒業、24名
- 樋端久利雄 大佐 首席
- 溪口泰麿 大佐 次席
- 榎尾義男 大佐
- 木阪義胤 少将
- 三代辰吉（一就） 大佐
- 井浦祥二郎 大佐

### 甲種34期
昭和9年11月1日入学 – 昭和11年11月26日卒業、30名
- 大井篤 大佐
- 山田盛重 大佐
- 堤正之 少佐
- 池上二男 大佐
- 豊田隈雄 大佐 首席
- 実松譲 大佐
- 高松宮宣仁親王 大佐
- 内田成志 大佐 次席

### 甲種35期
昭和10年10月31日入学 – 昭和12年7月28日卒業、30名
- 有泉龍之助 大佐
- 源田実 大佐 次席
- 庵原貢 大佐
- 華頂博信 大佐
- 福地誠夫 大佐
- 松本作次 大佐 首席

### 甲種36期
昭和11年12月1日入学 – 昭和13年9月15日卒業、24名
- 内藤雄 大佐
- 立花止 大佐
- 清水洋 大佐
- 淵田美津雄 大佐
- 大石宗次 中佐 次席
- 中山定義 中佐
- 室井捨治 中佐 首席

### 甲種37期
昭和13年12月15日入学 – 昭和15年4月24日卒業、30名
- 橋本逸夫 大佐
- 岡田貞外茂 大佐 次席
- 藤村義一 中佐 首席
- 杉江一三 中佐
- 中島親孝 中佐
- 三上作夫 中佐

### 甲種38期
昭和15年4月24日入学 – 10月15日、昭和17年12月1日 - 昭和18年6月2日卒業、27名
- 鈴木英 中佐
- 島田航一 中佐 次席
- 山口史郎 中佐 首席
- 藤森康男 中佐
- 大谷藤之助 中佐
- 岡本功 中佐

### 甲種39期
昭和18年7月1日入学 – 昭和19年3月4日卒業、25名
- 久住忠男 中佐
- 小野寛治郎 大佐
- 蔵富一馬 中佐
- 東俊雄 大佐
- 野村了介 中佐
- 宮本鷹雄 中佐　戦艦大和砲術参謀
- 工藤兼男 大佐
- 吉岡忠一 中佐 首席(恩賜)
- 山本繁一 中佐
- 関野英夫 中佐
- 石黒進 中佐
- 佐藤欣重 中佐
- 井筒紋四郎 中佐
- 森幸吉 中佐
- 花本清登 大佐
- 間瀬武治 大佐
- 小牧一郎 中佐 次席
- 畑野健二 大佐
- 木下甫 中佐
- 鳥巣建之助 中佐
- 千早正隆 中佐